# TV Malsch/Daten, Namen, Zahlen
Dieser Artikel dient der Darstellung ergänzender Listen zum Turnverein Malsch 1897 e. V., die im Hauptartikel stören.

## Erste Vorsitzende
Die Tabelle listet alle erste Vorsitzenden des TV Malsch.
| Vereinsvorstände                                  | von       | bis  |
| ------------------------------------------------- | --------- | ---- |
| August Gantert                                    | 1897      | 1918 |
| Albert Spohrer                                    | 1919      | 1920 |
| Anton Pister                                      | 1920      | 1925 |
| Karl Hirth                                        | 1925      | 1926 |
| Anton Pister                                      | 1926      | 1930 |
| Johann Bechler                                    | 1930      | 1932 |
| Josef Müller                                      | 1932      | 1933 |
| Karl Bullinger                                    | 1933      | 1936 |
| Ludwig Malsch                                     | 1936      | 1939 |
| Karl Bürck sen.                                   | 1939      | 1945 |
| Albert Spohrer                                    | 1946      | 1947 |
| Alois Deubel                                      | 1947      | 1949 |
| Karl Bürck jun.                                   | 1949      | 1970 |
| Bernhard Eckert                                   | 1970      | 1972 |
| Franz Meier                                       | 1972      | 1974 |
| Werner Laber                                      | 1974      | 1976 |
| Bernhard Eckert                                   | 1976      | 1978 |
| Walter Gräßer                                     | 1978      | 1990 |
| Hans Kraft                                        | 1990      | 2000 |
| Walter Kühn                                       | 2000      | 2008 |
| Heinz Felber                                      | 2008      | 2010 |
| Katharina Schmid                                  | 2010      | 2012 |
| Michael Weissinger                                | 2012      | 2016 |
| Dominik Hauck, Nadine Eisinger, Felicitas Schuder | seit 2016 |      |